# Black Top Records
Black Top Records war ein unabhängiges, 1981 gegründetes, US-amerikanisches Plattenlabel aus New Orleans gelegen im Bundesstaat Louisiana. Gründer waren die Brüder Nauman und Hammond Scott.

## Historie
Das Label begann ursprünglich mit der Veröffentlichung von Bluesalben, erweiterte aber bald seine Veröffentlichungen mit New Orleans R&B und amerikanischer Rootsmusik. Ein großes Verdienst der Firma war auch die Entdeckung von unbekannten musikalischen Talenten wie z. B. W. C. Clark. Obwohl die Grundlage ihres Katalogs die Veröffentlichung von Neuaufnahmen war, gab es auch einige Wiederveröffentlichungen, so z. B. von Earl Hooker und Hollywood Fats.
Anfangs wurde ihr Katalog von Rounder Records vertrieben, nach Ende des Vertrages Mitte der 1990er-Jahre übernahm Alligator Records den Vertrieb. Nach der Veröffentlichung von etwa 100 Titeln ging das Label 1999 in Konkurs. Hammond Scott starb 2002 und sein Bruder verkaufte die Rechte am Katalog, manche Titel wurden von Labels wie Varese Sarabande, Fuel 2000 and Shout! Factory veröffentlicht. 2006 erwarb P-Vine Records aus Japan die weltweiten Rechte und veröffentlichte einige Titel.

## Künstler (Auswahl)
Nachstehende Künstler werden von Black Top Records vertreten, oder haben Tonträger bei diesem Label veröffentlicht.
- Al Copley
- Anson Funderburgh & The Rockets
- Big Joe and the Daynaflows
- Bill Kirchen
- Bobby Parker
- Bobby Radcliff
- Buckwheat Zydeco Ils Sont Partis Band
- Carol Fran & Clarence Hollimon
- The Cold Cuts
- Darrell Nulisch & Texas Heat
- Dave Myers
- Earl Hooker
- Earl King
- Freddie King
- Gary Primich
- Grady Gaines
- Greg Piccolo
- Guitar Shorty
- Henty Butler
- Hubert Sumlin
- James „Thunderbird“ Davis
- The James Harman Band
- Jim Suhler
- Joe „Guitar“ Hughes
- Johnny Coperland
- Johnny Dyer
- Johny Reno
- Kid Ramos
- Lee Rocker
- Little Sonny Jones
- Lynn August
- Maria Muldaur
- Mike Morgan and the Crawl
- Nappy Brown
- The Neville Brothers
- Omar & the Howlers
- Phillip Walker
- Rick Holmstrom
- Robert Ealey
- Robert Ward
- Rod Piazza & The Mighty Flyers
- Ron Levy’s Wild Kingdom
- Ronnie Earl & The Broadcasters
- Rusty Zinn
- Sam Myers
- Snooks Eaglin
- Solomon Burke
- Tone Sommer
- W. C. Clark